# Падилья Арансибиа, Давид
Дави́д Пади́лья Аранси́биа (исп. David Padilla Arancibia, 13 августа 1927, Сукре, Боливия — 25 сентября 2016, там же) — боливийский военачальник и государственный деятель. Генерал, Президент Республики Боливия (1978—1979). Пытался покончить с многолетним военным правлением и провёл всеобщие выборы, чтобы передать власть законно избранным президенту и конгрессу.

## Биография
Родился в семье Роберто Падильи, представителя среднего класса. В 1948 году в звании лейтенанта окончил Военный колледж в Ла-Пасе, проходил специализацию в Школе вооружённых сил, стажировался на курсах главного командования и курсах передовых военных исследований. Проходил обучение за границей в школе «USARCARIB» (США) в Зоне Панамского канала и в Высшей военной школе в Аргентине. В правление президента Уго Бансера Суареса командовал дивизией. 24 июля 1978 года, когда новый президент дивизионный генерал Хуан Переда Асбун полностью сменил командование армией, Давид Падилья был назначен командующим сухопутными войсками. Он не одобрил манёвров президента Переды, который откладывал проведение всеобщих выборов на партийной основе. Ночью на 24 ноября 1978 года генерал Давид Падилья отдал приказ сухопутным силам взять под контроль столицу страны Ла-Пас и захватил власть. Это был 187 государственный переворот в истории Боливии.

### Деятельность правительства Давида Падильи
24 ноября 1978 года  становится президентом Республики Боливия и председателем Военной правительственной хунты (исп. H. JUNTA MILITAR DE GOBIERNO). В Ла-Пасе было опубликовано коммюнике военного командования за его подписью, в котором было заявлено, что Конституция 1967 года остаётся в действии, а всеобщие выборы состоятся в первое воскресенье июля 1979 года, а избранный на них президент вступит в должность в августе 1979 года. Затем он объявил состав нового правительства и привел его к присяге в Ла-Пасе. В состав кабинета вошли 13 представителей вооруженных сил и одно гражданское лицо — министр иностранных дел Рауль Ботело Гонсалвес. Пост министра финансов остался вакантным. Глава правительственной хунты и поддержавшая его военная группировка пообещали провести демократизацию внутриполитический жизни. Они заявили, что армия должна расчистить путь для возвращения к демократии, а затем отойти от политического руководства страной. В начале декабря в квартире генерала прогремел сильный взрыв в результате которого погибла его дочь. 10 декабря в условиях сохранявшейся напряженной обстановки в Ла-Пасе было опубликовано официальное коммюнике министерства внутренних дел о раскрытии антиправительственного заговора с целью помешать восстановлению конституционного режима. В организации заговора обвинены предприниматели, объединенные в Национальную федерацию частных владельцев, а также Гражданский комитет департамента Кочабамба. Министр внутренних дел Рауль Лопес Лейтон заявил, что властям хорошо известны замыслы заговорщиков и правительство Падильи твердо придерживается обещания провести выборы.
Президент не пытался проводить в Боливии серьёзных преобразований, а видел свою задачу в обеспечении порядка в стране и проведении выборов. При нём также была создана Национальная служба здравоохранения (исп.  Servicio Nacional de Salud), заработала наземная станция спутниковой связи в Тиванаку. Давид Падилья восстановил автономию университетов и отменил закон об университетах, принятый при Уго Бансере. Декретом № 16106 от 12 января 1979 года он разрешил свободный ввоз в страну учебной и научной литературы, отменив прежние ограничения.
В период деятельности правительства генерала Давида Падильи была создана Единая профсоюзная федерация сельских рабочих (исп.  Confederación Sindical Única de Trabajadores Campesinos,  CSUTCB). 5 апреля 1979 года декретом № 16359 он учредил создание боливийской фабрики боеприпасов «F.B.M.» госкорпорации «COFADENA»(исп.  Fábrica Boliviana de Munición Cofadena, F.B.M.) при участии Франции.
14 февраля 1979 года исполнялось 100 лет с того момента, когда чилийская армия захватила принадлежавший Боливии город Антофагасту и страна, вовлечённая во Вторую тихоокеанскую войну, была лишена выхода к морю. В связи с этим были проведены общественные мероприятия, и были приняты меры по переоснащению речных судов ВМС и укомплектованию их экипажей.
В марте 1979 года, с целью предотвратить новый военный переворот, были отправлены в отставку и уволены из армии Уго Бансер и пять других генералов, занимавших высокие посты в период его правления. 1 апреля 1979 года Давид Падилья выступил с обращением к нации и осудил сопротивление некоторых политических и армейских кругов процессу демократизации. Он заявил, что правительство не допустит новой диктатуры. 10 — 12 мая 1979 года президент провёл реорганизацию правительства в связи с предстоящими выборами.

### Экономика Боливии в период правления Давида Падильи
В период его правления экономическое положение Боливии продолжало оставаться тяжелым. Падение мировых цен на экспортируемые страной полезные ископаемые особенно тяжело отразилось на государственном секторе, дававшем 30 % валового национального продукта. Сельское хозяйство, в котором было занято около 65 % активного населения, по-прежнему не могло обеспечить страну продукцией, и Боливия импортировала более 50 % продовольствия и сырья за счёт продажи полезных ископаемых. Дефицит торгового баланса на конец 1978 года составил 130.8 млн долларов, дефицит платежного баланса достиг 398 млн долларов, внешний долг оценивался около 3 млрд долларов. Стремясь выйти из сырьевой зависимости, правительство Падильи Арансибиа подписало контракт на строительство завода по выплавке олова и серебра в Карачипампе (Karachipampa). Однако при этом не было сделано необходимого экономического обоснования и предприятие фактически не работает до сих пор.

### Внешняя политика правительства Падильи
В марте-апреле министр иностранных дел Ботело Гонсалес совершил поездки в Аргентину, Перу и Уругвай. В июне 1979 года Боливия вместе с другими странами Андского пакта выступила с осуждением режима Анастасио Сомосы в Никарагуа и официально признала Сандинистский фронт национального освобождения, а затем и Временное демократическое правительство национального возрождения Никарагуа во главе с Виолеттой Барриос де Чаморро, с которым установила дипломатические отношения.

### Выборы 1 июля 1979 года
Правительство не стало принимать новый избирательный закон и проводило выборы на основании принятых при Уго Бансере декретов № 15237 от 10 января 1978 года о Национальном избирательном трибунале и № 15 363 от 21 мая 1978 года об избирательных округах.
Национальный избирательный трибунал зарегистрировал 8 блоков, выдвинувших своих кандидатов на пост президента и вице-президента, 208 кандидатов на 27 мест в сенате и 1170 кандидатов на 117 мест в палате представителей конгресса:
- 1. Альянс Националистического революционного движения (исп.  Alianza del Movimiento Nacionalista Revolucionario, ADNR)) — Виктор Пас Эстенссоро;
- 2. Фронт демократического народного единства (исп.  Union Democratica Popular, UDP)) — Эрнан Силес Суасо;
- 3. Демократическое националистическое действие (исп.  Accion Democratica Nacionalista, ADN)) — Уго Бансер Суарес;
- 4. Партия боливийского единства (исп.  Partido de la Union Boiviana, PUB) — бывший карабинер Вальдо Гонсалес Вальда (Waldo González Valda);
- 5. Блок «VO» Рикардо Катойры — Рикардо Катойра (Ricardo Catoira);
- 6. Народный альянс за национальную интеграцию (исп.  Alianza Popular de Integracion Nacional) — генерал Рене Берналь Эскаланте (René Bernal Escalante);
- 7. Социалистическая партия-1 (Partido Socialista, PSI) — Марсело Кирога Санта-Крус;
- 8. Индейское движение Тупака Катари (исп.  Movimiento Indio Tupac Katari, MITKA) — Лучано Тапиа (Luciano Tapia), крестьянский лидер[14].

1 июля 1979 года прошли всеобщие выборы, на которых избирались президент и вице-президент республики, а также сенат и палата представителей Национального конгресса. Основная борьба разворачивалась между Эрнаном Силесом Суасо (выдвинут созданным в апреле 1979 года левоцентристским Фронтом демократического народного единства, в который входили Левое националистическое революционное движение, Коммунистическая партия Боливии, Левое революционное движение и др.), Виктором Пасом Эстенсоро и Уго Бансером Суаресом, опиравшимися в основном на собственные партии.
| \| \| \| | 35,99 % |
|          |         |

|  |  |

| \| \| \| | 35,89 % |
|          |         |

|  |  |

| \| \| \| | 14,88 % |
|          |         |

|  |  |

| \| \| \| | 4,82 % |
|          |        |

|  |  |

Так как ни один кандидат не смог набрать требуемого конституцией абсолютного большинства голосов (50 % плюс 1 голос) и право избрания президента перешло Национальному конгрессу. В августе, после трёх туров голосования в Конгрессе ни один из трёх кандидатов (Силес, Пас и Бансер) не получил требуемого числа голосов. 6 августа временным президентом сроком на один год был избран председатель Сената Вальтер Гевара, которому он передал власть 8 августа 1979 года.

### После передачи власти
Получив 13 августа 1979 года, после ухода из президентского дворца, пост главнокомандующего армией в чине генерал-майора, не вмешивался в деятельность гражданских властей. Пользовался большим уважением, как глава страны, вернувший страну к демократии и неукоснительно соблюдавший конституцию. Осудил переворот 1 ноября 1979 года, которому не смог противостоять и был снят с поста и арестован по приказу нового президента полковника Альберто Натуша. После освобождения уже не вернулся к руководству вооружёнными силами. После отставки из армии ушёл в частную жизнь, но изредка делал политические заявления в защиту демократического порядка, в 1980 году издал книгу мемуаров. В том же году подверг критике военный переворот 17 июля и находился в оппозиции последующим военным правлениям. До смерти проживал в Ла Пасе.

## Сочинения
- Padilla Arancibia, David. El presidente David Padilla responde al periodismo. / La Paz [Bolivia] : S.G.I., Secretaría General de Informaciones de la Presidencia de la República, 27.12. 1978.
- Padilla Arancibia, David. Mensaje presidencial en el centenario del litoral cautivo / La Paz [Bolivia] : S.G.I., Secretaría General de Informaciones de la Presidencia de la República, 14.02.1979.
- Padilla Arancibia, David. Mensaje presidencial en el Día del Mar. / La Paz : Secretaría General de Informaciones de la Presidencia de la República, «Año del Litoral Cautivo.» Marzo de 1979.
- Padilla Arancibia, David Documentos. (Bolivia. Secretaría General de Informaciones) / La Paz : Secretaría General de Informaciones de la Presidencia de la Republica, 1978-
- Padilla Arancibia, David. Decisiones y recuerdos de un general / La Paz, 1980